# Cryptanthus
Cryptanthus es un género de plantas fanerógamas de la familia  Bromeliaceae, subfamilia Bromelioideae. Es originario de Brasil. Comprende 85 especies descritas y de estas, solo 65 aceptadas.

## Taxonomía
El género fue descrito por Otto & A.Dietr. y publicado en Allgemeine Gartenzeitung 4: 297. 1836. La especie tipo es: Cryptanthus bromelioides Otto & A.Dietr.
Etimología
Cryptanthus nombre genérico que proviene del griego "cryptos" (oculto) y "anthos" (flor).

## Especies
- Cryptanthus acaulis Beer
- Cryptanthus alagoanus Leme & J.A.Siqueira
- Cryptanthus andicola Moritz ex Baker
- Cryptanthus angustifolius Baker
- Cryptanthus arelii
- Cryptanthus argyrophyllus Leme
- Cryptanthus atropurpureus Hort. ex Mez
- Cryptanthus bahianus L.B.Sm.
- Cryptanthus beuckeri E.Morren
- Cryptanthus bibarrensis Leme
- Cryptanthus bivittatus Regel
- Cryptanthus bromelioides Otto & A.Dietr.
- Cryptanthus burle-marxii Leme
- Cryptanthus caracensis Leme & E.Gross
- Cryptanthus carnosus Mez
- Cryptanthus caulescens I.Ramírez
- Cryptanthus clavatus Hort. ex Baker
- Cryptanthus colnagoi Rauh & Leme
- Cryptanthus coriaceus Leme
- Cryptanthus correia-araujoi Leme
- Cryptanthus dianae Leme
- Cryptanthus discolor Otto & A.Dietr.
- Cryptanthus felixii J.A.Siqueira & Leme
- Cryptanthus fernseeoides Leme
- Cryptanthus fosterianus L.B.Sm.
- Cryptanthus glazioui Mez
- Cryptanthus grazielae H.Luther
- Cryptanthus isonatus Hort. ex Gentil
- Cryptanthus latifolius Leme
- Cryptanthus leopoldo-horstii Rauh
- Cryptanthus lutherianus I.Ramírez
- Cryptanthus lyman-smithii Leme
- Cryptanthus marginatus L.B.Sm.
- Cryptanthus maritimus L.B.Sm.
- Cryptanthus microglazioui I.Ramírez
- Cryptanthus minarum L.B.Sm.
- Cryptanthus odoratissiumus Leme
- Cryptanthus osiris W.Weber
- Cryptanthus praetextus E.Morren ex Baker
- Cryptanthus pseudopetiolatus Philcox
- Cryptanthus rariflora
- Cryptanthus regelii Hort. Makoy ex Baker
- Cryptanthus reisii Leme
- Cryptanthus ruthiae
- Cryptanthus sanctaluciae Leme & L.Kollmann
- Cryptanthus sinuosus
- Cryptanthus ubairensis
- Cryptanthus warasii
- Cryptanthus warren-loosei
- Cryptanthus zonatus
  - Cryptanthus zonatus forma viridis